# Arcana (singolo)
Arcana è un singolo del gruppo musicale olandese Epica, pubblicato il 13 novembre 2024 come primo estratto dal loro nono album in studio, Aspiral.

## Descrizione
Il singolo contiene Arcana e la traccia bonus The Ghost in me (Danse Macabre). Entrambi sono brani tipicamente symphonic metal e con interventi di un coro di bambini, ma Arcana è stato descritto degli Epica come influenzato dal metal moderno e dal rock Anni Ottanta, include degli effetti sonori elettronici, ha una struttura semplice, un ritornello orecchiabile e un testo ispirato dai tarocchi, mentre The Ghost in Me (Danse Macabre) è un rifacimento di alcuni temi melodici del poema sinfonico Danse Macabre di Camille Saint-Saëns e ha un testo ispirato dall'immaginario di Halloween.

## Promozione
Il 19 e il 20 settembre, durante due concerti speciali con orchestra e coro dal vivo denominati The Symphonic Synergy e tenuti presso l'AFAS Live di Amsterdam, il cui secondo è stato anche trasmesso in diretta streaming, gli Epica hanno presentato i brani inediti Arcana e The Ghost in Me (Danse Macabre).Il videoclip ufficiale di quest'ultimo, diretto da Martijn Bastiaans e Maurice Tromp, è stato pubblicato il 24 ottobre, rivelando inoltre che il brano è concepito e adottato come colonna sonora ufficiale di una nuova attrazione del parco dei divertimenti Efteling, il più grande dei Paesi Bassi e uno dei più antichi del mondo. Il 5 novembre è stato poi pubblicato il video ufficiale dell'esibizione dal vivo al The Symphonic Synergy di The Ghost in Me (Danse Macabre), ma ciò nonostante il brano, esclusivamente nella sua versione in studio, è stato reso disponibile sulle piattaforme di streaming solo a partire dal 13 novembre e solo come traccia bonus del singolo Arcana, che nello stesso giorno è stato promosso anche con un videoclip diretto da Remko Tielemans. Il singolo Arcana è stato ulteriormente promosso, il 22 novembre, con un video dell'esibizione dal vivo registrata durante uno degli show The Symphonic Synergy e poi, il 2 dicembre, con un lyric video creato da Dave Letelier.

## Tracce
1. Arcana – 5:02 (testo: Simone Simons – musica: Rob van der Loo, Epica)
2. The Ghost in Me (Danse Macabre) (feat. Efteling) – 5:24 (testo: Coen Janssen – musica: Camille Saint-Saëns, Coen Janssen, Epica)